# Hymne homérique à Déméter

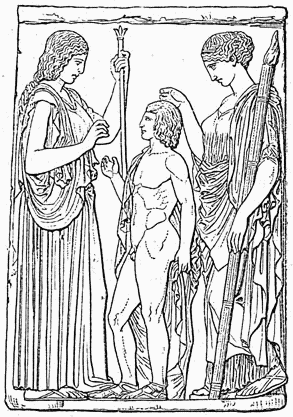
Déméter et Perséphone, Triptolème enfant (bas-relief de Eleusis, Athènes).

L’Hymne homérique à Déméter est un hymne archaïque de la Grèce antique. Composé de 495 hexamètres dactyliques, il est un des plus longs Hymnes homériques, ces courts poèmes dédiés à une divinité et faussement attribués par les Anciens à Homère. Il est consacré à la douleur de Déméter face à l'enlèvement de sa fille Perséphone par Hadès.

## Résumé
Dans cet hymne, le poète raconte l'errance de Déméter, qui cherche sa fille Perséphone (également appelée Coré). 
Le poème commence par l'enlèvement de Perséphone, surprise par Hadès alors qu'elle cueille un magnifique narcisse. Son cri n'est entendu que d'Hécate et d'Hélios. Déméter se renseigne auprès des dieux pour savoir qui a enlevé sa fille. Hélios lui apprend que Zeus, le roi des dieux, l'a donnée pour épouse à Hadès, le dieu des Enfers. Déméter refuse la perte de sa fille, et continue d'errer sur terre. Arrivée dans la cité grecque d'Éleusis, elle se fait passer pour une vieille femme. Les filles du roi de la cité l'engagent comme nourrice de Démophon, le fils du roi Céléos. 
Pour rendre l'enfant semblable à un Dieu, sans manger de pain et sans être allaité, Déméter l'oint d'ambroisie, et la nuit elle l'enveloppe de la force du feu tel qu'une torche, à l'insu de ses chers parents. La Déesse l'eût mis à l'abri de la vieillesse et rendu immortel si Métaneirè ne l'avait découverte en l'observant une nuit. Prise d'horreur pour le traitement réservé à l'enfant, Métanire fait chasser Déméter de la cité. Après quelque temps, Déméter pleine de rage, se fait reconnaître et demande que les habitants d'Éleusis lui vouent un culte. 
Pendant ce temps, sur l'Olympe, Zeus s'inquiète: tant que dure le chagrin de Déméter, la terre n'est plus fertile, plus rien ne pousse sur Terre et les hommes meurent de faim. Les dieux tentent de persuader Déméter de revenir sur l'Olympe, mais la déesse n'y consent qu'à la condition de revoir sa fille. Hermès va chercher Coré aux Enfers et porte à Hadès le désir de Zeus de rendre Coré à sa mère. Avant de la faire partir, Hadès fait manger à Coré un pépin de grenade, ce qui la condamne à retourner aux Enfers. Coré, pleine de joie, revoit sa mère. Les dieux trouvent cependant un compromis pour sauver la race des hommes : Coré passera un tiers de l'an aux Enfers et les deux tiers restants auprès de sa mère. Déméter accepte, et retourne sur l'Olympe, après avoir enseigné l'agriculture aux hommes.

## Analyse
Comme beaucoup d'autres, « l'hymne homérique à Déméter, suit un schéma en trois parties. On peut nommer ces trois parties invocatio, pars epica, preces. Elles jouent chacune un rôle qui permet au poète d'atteindre son but final : réjouir la divinité pour s'attirer ses faveurs ».
Cette œuvre est différente des textes portant sur la religion grecque classique, elle donne forme à une religion développée dans le sanctuaire d'Éleusis. Cet hymne représente la forme la plus ancienne des mystères d'Éleusis mais il fut modifié sous l'influence de l'orphisme. Il a probablement servi à des cérémonies.
La légende de Perséphone/Coré, dont cet hymne raconte en partie l'histoire, est une contradiction entre le caractère primitif des personnages divins et le rôle qui leur est attribué : dans les poèmes homériques, Perséphone est décrite comme la terrible reine des morts, divinité malveillante tandis que dans cet hymne elle est décrite comme une gracieuse vierge, semblable aux Olympiens, jouant avec les nymphes.